# 152-я танковая бригада
152-я отдельная танковая Ленинградская Краснознамённая ордена Суворова бригада — воинское подразделение Вооружённых Сил СССР в Великой Отечественной войне.
Условное наименование — войсковая часть полевая почта (в/ч пп) № 51526.
Сокращённое наименование — 152 отбр.

## История формирования

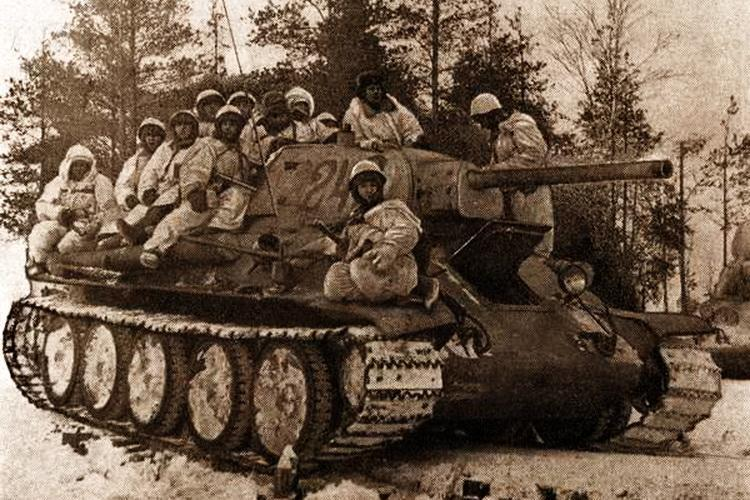
Т-34 выпуска лета 1941 года в составе бригады участвовал в прорыве блокады Ленинграда в январе 1943 года

152-я танковая бригада сформирована на основании постановления Военного совета Ленинградского фронта № 00909 от 31 мая 1942 года и директив штаба Ленинградского фронта № 1/16937 и АБТУ Ленинградского фронта № 067298 от 1 июня 1942 года, по штатам № 010/345 — 010/352 от 16 февраля 1942 года.
Формирование бригады проходило с 2 по 10 июня 1942 года в районе посёлка Токсово Ленинградской области, на базе 48-го и 106-го отдельных танковых батальонов.
На формирование 1-го танкового батальона бригады был использован 106-й отдельный танковый батальон 23-й армии, который имел в числе других танков и 9 танков КВ-1. Для формирования 2-го танкового батальона из Невской оперативной группы прибывал 48-й отдельный танковый батальон, который имел 7 танков КВ, из них три в ремонте на заводе № 371. По прибытии 48-го батальона в расположение бригады в его состав из 106-го батальона было передано четыре танка КВ-1.
10 июня 1942 года подразделения бригады закончили своё формирование и приступили к занятиям по боевой и политической подготовке, за исключением зенитной батареи, которая не была сформирована из-за отсутствия материальной части.
8 сентября 1942 года 48-й отдельный танковый батальон, на основании приказа заместителя командующего по АБТУ Ленфронта № 064666 от 6 сентября 1942 года, в полном составе вышел из подчинения бригады. Одновременно в бригаде начал формироваться новый танковый батальон с тем же номером и к 10 сентября в основном был укомплектован материальной частью, вооружением и личным составом. 
Директивой Генштаба КА № орг/3/2113 от 20 июня 1943 года бригада переведена на штаты № 010/270 — 010/277 от 31 июля 1942 года.
Директивой Генштаба КА № орг/3/2507 от 20 июля 1944 года переведена на штаты  № 010/500 — 010/506. В состав бригады включили 3-й танковый батальон.

## Участие в боевых действиях
Период вхождения в действующую армию: 31 мая 1942 года — 11 мая 1945 года.

### 1942
10 июня 1942 г. после сформирования поступила в подчинение 23-й армии Ленинградского фронта.
12 декабря 1942 года все танки КВ выбыли из состава 152-й танковой бригады. 10 танков КВ, в том числе и КВ-2 отправили в 222-ю танковую бригаду, а еще три танка КВ-1 передали в батальон техрезерва Ленфронта.

### 1943
8 января 1943 г. выведена из состава 23-й армии и поступила в распоряжение 67-й армии
9 марта 1943 г. поступила в распоряжение 55-й армии Ленинградского фронта. 23 апреля 1943 г. переподчинена 67-й армии в районе Усть-Ижора Ленинградской обл. 3 мая 1943 г. снова поступила в распоряжение 55-й армии Ленинградского фронта.
5 октября 1943 г. переподчинена 2-й уд. армии Ленинградского фронта. 10 ноября 1943 г. выведена в резерв Ленинградского фронта.
26 декабря 1943 г. подчинена 2-й уд. армии Ленинградского фронта.

### 1944
31 января 1944 г. выведена в резерв Ленинградского фронта.
В апреле 1944 г. совершает марш-бросок на Карельский перешеек, входит в состав 21-й армии и участвует в боях, итогом которых становится выход Финляндии из войны.
В июле 1944 года бригада, войдя в состав 2-й Ударной армии Ленинградского фронта, участвовала в освобождении Нарвы и последовавших затем операциях в районе Синимяэских высот, участвовал в освобождении эстонских городов: Тарту, Таллина, Пярну, Хаапсалу. После освобождения Эстонии бригада была переведена на 1-й Украинский фронт и вошла в состав 60-й армии.
16 сентября 1944 г. поступила в оперативное подчинение 30-го гв. ск 2-й уд. армии. 26 сентября 1944 г. переподчинена командующему 8-й армии, где на базе бригады была создана подвижная танковая группа полковника Ковалевского.
15 октября 1944 г. выведена в резерв Ставки ВГК.
31 декабря 1944 г. поступила в подчинение 1-го Украинского фронта, в составе которого действовала до конца Великой Отечественной войны.

### 1945
17-19 января 1945 г., после овладения рядом населённых пунктов противника, бригада успешно преследует отступавшие войска гитлеровцев и первым вступает в древнюю столицу Польши (XI—VI вв.) Краков. Бригада нанесла в этом бою противнику большие потери и содействовала успешному выполнению оперативной задачи, стоявшей перед 60-й армией.

## Состав
На момент формирования:
- Управление бригады (штат № 010/345)
- 48-й отдельный танковый батальон (штат № 010/346)
  - 1-я танковая рота — 5 КВ
  - 2-я танковая рота — 4 КВ и 4 Т-34
  - 3-я танковая рота — 10 Т-26
- 106-й отдельный танковый батальон (штат № 010/346)
  - 1-я танковая рота — 5 КВ
  - 2-я танковая рота — 8 БТ-7
  - 3-я танковая рота — 10 БТ-5
- Мотострелково-пулемётный батальон (штат № 010/347)
- Противотанковая батарея (штат № 010/348)
- Зенитная батарея (штат № 010/349)
- Рота управления (штат № 010/350]
- Рота технического обеспечения (штат № 010/351)
- Медико-санитарный взвод (штат № 010/352)

С июня 1943 года:
- Управление бригады (штат № 010/270)
- 48-й отдельный танковый батальон (штат № 010/271)
- 106-й отдельный танковый батальон (штат № 010/272)
- Мотострелково-пулемётный батальон (штат № 010/273)
- Истребительно-противотанковая батарея (штат № 010/274)
- Рота управления (штат № 010/275)
- Рота технического обеспечения (штат № 010/276)
- Медико-санитарный взвод (штат № 010/277)
- Рота противотанковых ружей (штат № 010/375)
- Зенитно-пулемётная рота (штат № 010/451)

Состав бригады с 9 июля 1944 года:
- Управление бригады (штат № 010/500) — 54 чел.
- 1-й танковый батальон (штат № 010/501) — 148 чел. — бывший 48-й
- 2-й танковый батальон (штат № 010/501) — 148 чел. — бывший 106-й
- 3-й танковый батальон (штат № 010/501) — 148 чел.
- Моторизованный батальон автоматчиков (штат № 010/502) — 507 чел.
- Зенитно-пулемётная рота (штат № 010/503)
- Рота управления (штат № 010/504) — 164 чел.
- Рота технического обеспечения (штат № 010/505) — 123 чел.
- Медико-санитарный взвод (штат № 010/506) — 14 чел.

## Подчинение
| 01.06.1942 года | Ленинградский фронт  |                   |
| 01.07.1942 года | Ленинградский фронт  | 23-я армия        |
| 01.02.1943 года | Ленинградский фронт  | 67-я армия        |
| 01.04.1943 года | Ленинградский фронт  | 55-я армия        |
| 01.05.1943 года | Ленинградский фронт  | 67-я армия        |
| 01.06.1943 года | Ленинградский фронт  | 55-я армия        |
| 01.11.1943 года | Ленинградский фронт  | 2-я ударная армия |
| 01.12.1943 года | Ленинградский фронт  |                   |
| 01.01.1944 года | Ленинградский фронт  | 2-я ударная армия |
| 01.02.1944 года | Ленинградский фронт  |                   |
| 01.05.1944 года | Ленинградский фронт  | 23-я армия        |
| 01.07.1944 года | Ленинградский фронт  |                   |
| 01.10.1944 года | Ленинградский фронт  | 8-я армия         |
| 01.11.1944 года | Ленинградский фронт  |                   |
| 01.12.1944 года | Резерв Ставки ВГК    |                   |
| 01.01.1945 года | 1-й Украинский фронт | 53-я армия        |
| 01.02.1945 года | 1-й Украинский фронт | 60-я армия        |
| 01.05.1945 года | 1-й Украинский фронт |                   |

## Командование бригады

### Командиры бригады
- Пинчук, Павел Ильич (02.06.1942 — 07.03.1943), подполковник, с 12.11.1942 полковник;
- Иванович, Алексей Петрович[4] (08.03.1943 — 14.07.1943), полковник;
- Оскотский, Арон Захарович[5] (15.07.1943 — 12.02.1944), полковник;
- Ковалевский, Анатолий Николаевич (15.02.1944 — 27.11.1944), полковник (погиб 27.01.1945);
- Шевченко, Марк Терентьевич[6] (28.11.1944 — 15.04.1945), полковник;
- Зленко, Михаил Кузьмич[7] (20.04.1945 — 11.05.1945), полковник[8][9]

### Заместитель командира бригады по строевой части
- Хрустицкий, Владислав Владиславович (10.06.1942 — 25.09.1942), майор, с 21.07.1942 подполковник;
- Иванович Алексей Петрович (01.1943 — 03.1943) полковник

### Военные комиссары бригады, с 09.10.1942 — заместители командира бригады по политической части
- Постригань Василий Михайлович[10] (30.05.1942 — 16.06.1943) старший батальонный комиссар, с 11.11.1942 подполковник[11]

### Начальники штаба бригады
- Вургафт Маркус Григорьевич[12] (02.06.1942 — 11.10.1942), майор;
- Захаров Александр Дмитриевич (11.10.1942 — 03.08.1943), майор;
- Козлов Михаил Андреевич[13] (03.08.1943 — 00.06.1945), майор[14]

### Начальники политотдела, с 16.06.1943 он же заместитель командира по политической части
- Работовский Владимир Петрович (30.05.1942 — 16.06.1943) батальонный комиссар, с 21.10.1942 майор, с 22.05.1943 подполковник;
- Постригань Василий Михайлович (16.06.1943 — 13.09.1945), подполковник, с 6.01.1945 полковник[11]

## Награды и почётные наименования
| Награда (наименование)                | Дата награждения                                                             | За что получена |
| ------------------------------------- | ---------------------------------------------------------------------------- | --- |
| Почётное наименование «Ленинградская» | присвоено приказом Верховного главнокомандующего № 0172 от 22 июня 1944 года | за отличия в боях с немецко-фашистскими захватчиками при прорыве сильно укреплённой долговременной обороны противника на Карельском перешейке севернее города Ленинграда |
| Орден Красного Знамени                | награждена указом Президиума Верховного Совета СССР от 22 октября 1944 года  | за образцовое выполнение заданий командования в боях с немецкими захватчиками при прорыве обороны противника севернее города Тарту                                       |
| Орден Суворова II степени             | награждена указом Президиума Верховного Совета СССР от 19 февраля 1945 года  | за образцовое выполнение заданий командования в боях с немецкими захватчиками, за овладение городом Краков и проявленные при этом доблесть и мужество                    |

## Герои Советского Союза
- Горбань, Василий Моисеевич, майор, командир 2-го такового батальона.
- Ковалевский Анатолий Николаевич, полковник, командир бригады.
- Майстренко, Борис Александрович, лейтенант, командир танка Т-34 1-го такового батальона.
- Сальников, Михаил Степанович, старшина, механик-водитель танка 2-го танкового батальона.
- Щербаков, Олег Николаевич, младший лейтенант, командир танка Т-34.